# Бродалбін (Нью-Йорк)
Бродалбін (англ. Broadalbin) — місто (англ. town) в США, в окрузі Фултон штату Нью-Йорк. Населення — 5145 осіб (2020).

## Демографія
Згідно з переписом 2010 року, у місті мешкало 5260 осіб у 2110 домогосподарствах у складі 1431 родини. Було 2736 помешкань
Расовий склад населення:
| - 97,2 % — білих - 0,7 % — чорних або афроамериканців - 0,5 % — азіатів - 0,3 % — корінних американців |

До двох чи більше рас належало 1,1 %. Частка іспаномовних становила 1,8 % від усіх жителів.
За віковим діапазоном населення розподілялося таким чином: 23,5 % — особи молодші 18 років, 62,9 % — особи у віці 18—64 років, 13,6 % — особи у віці 65 років та старші. Медіана віку мешканця становила 41,4 року. На 100 осіб жіночої статі у місті припадало 98,1 чоловіків;  на 100 жінок у віці від 18 років та старших — 98,0 чоловіків також старших 18 років.
Середній дохід на одне домашнє господарство  становив 75 803 долари США (медіана — 67 617), а середній дохід на одну сім'ю — 92 359 доларів (медіана — 86 696). Медіана доходів становила 49 340 доларів для чоловіків та 41 265 доларів для жінок. За межею бідності перебувало 7,0 % осіб, у тому числі 7,5 % дітей у віці до 18 років та 5,6 % осіб у віці 65 років та старших.
Цивільне працевлаштоване населення становило 2646 осіб. Основні галузі зайнятості: освіта, охорона здоров'я та соціальна допомога — 26,1 %, роздрібна торгівля — 18,1 %, виробництво — 10,8 %, будівництво — 9,4 %.